# Bohlenbinder

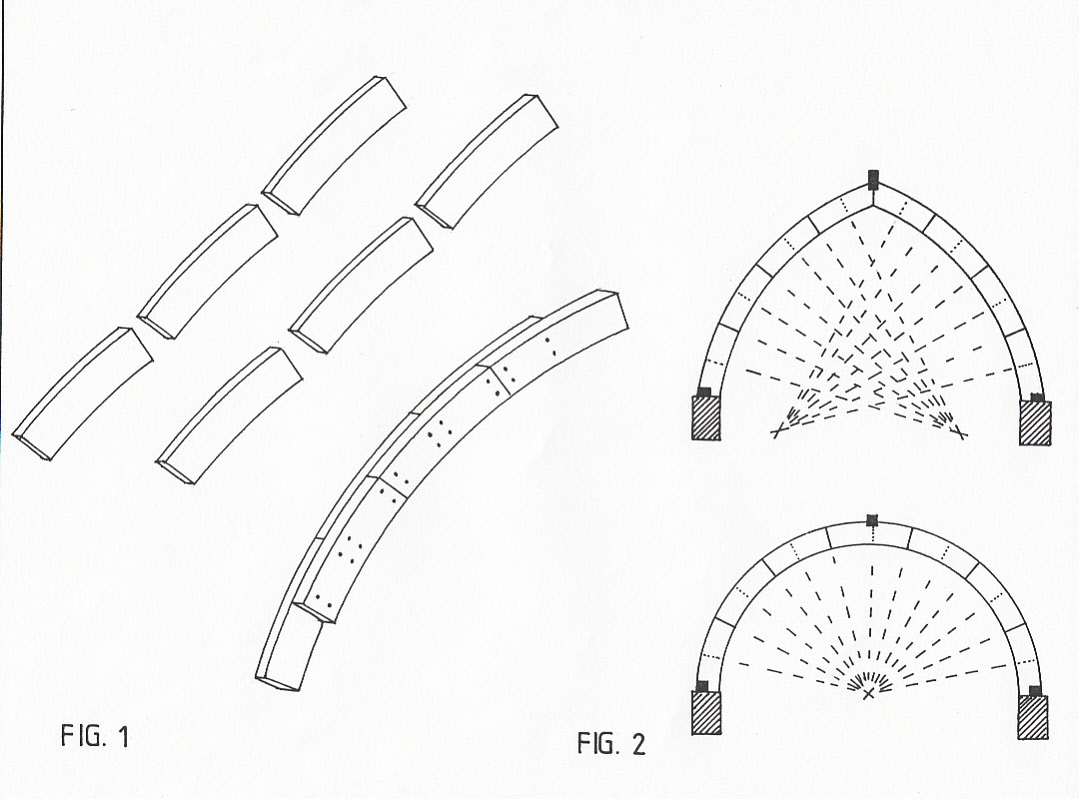
Konstruktionsprinzipien der Bohlendächer bzw. Bohlenbinder: Fig. 1 zusammengenagelter, stehender Bohlenverband; Fig. 2 Bogenbildung ohne Queraussteifung

Bohlenbinder, auch Bohlenbogen genannt, ist die Bezeichnung für einen aus kurzen senkrecht nebeneinander gestellten, im Längsversatz gelegten, vernagelten oder verschraubten Bohlenlagen bestehenden Sparren. Wegen des Konstruktionsprinzips bogenförmiger Sparren bzw. Binder gibt es konstruktionsgeschichtlich nur eine bedingte Vergleichbarkeit zu den heute gebräuchlichen Trägern aus Brettschichtholz, die ebenfalls kleinere Holzbauteile zu einem größeren Tragelement zusammenfügen. Das so konstruierte Dach wurde von den Architekten und Bautechnikern des 19. Jahrhunderts Bohlendach genannt. Moderne Hausforscher verwenden abweichend von dieser Tradition auch die Bezeichnung Bohlenbinderdächer oder Bohlenlamellendächer.

## Geschichte
Im ausgehenden 18. und frühen 19. Jahrhundert waren in Deutschland Bohlendächer teilweise verbreitet. Sie galten als vermeintlich dauerhafte und kostengünstige Holzkonstruktionen, insbesondere für bogenförmige Dachwerke und bei Holzgewölben über großen Innenräumen. Die Verwendung der Bohlenbinder für Dachwerke geht auf eine Erfindung des französischen Hofarchitekten Philibert de l’Orme im 16. Jahrhundert zurück, die man in Berlin Ende des 18. Jahrhunderts für den deutschsprachigen Raum aufgriff und weiterentwickelte. Dabei wurde die Bauweise besonders durch den Baubeamten David Gilly ab 1797 in zahlreichen Schriften propagiert und verbreitet. Um 1800 war unter anderem bedeutsam, dass man sich von ihrer Anwendung die Einsparung von wertvollem Bauholz durch die Verwendung minderwertiger Krummhölzer und günstige Raumausnutzung durch die bogenförmige Dachform erhoffte.
Nach einer aus Berlin ausgehenden Verbreitung im gesamten deutschsprachigen Raum bis in die 1820er-Jahre verloren Bohlendächer wegen konstruktiver Schwächen (Bauschäden), handwerklicher Schwierigkeiten (viele Nagelungen) und gewandelter ästhetischer Vorlieben (flachere Dachneigungen) an Bedeutung. Bei weitgespannten Konstruktionen, insbesondere im Hallenbau, wurden stattdessen andere Bogenkonstruktionen eingesetzt. Bedingt durch die technische Entwicklung verwendete man die neuartigen Baumaterialien Gusseisen, Stahl und Stahlbeton. Im frühen 20. Jahrhundert erlebten hölzerne Bogendachformen eine Renaissance, die äußerlich ähnlich wie die Bohlendächer um 1800 aussehen, jedoch als Zollingerdach mit einem Flächentragwerk anders konstruiert sind.

## Historische Anwendungsbeispiele (Auswahl)

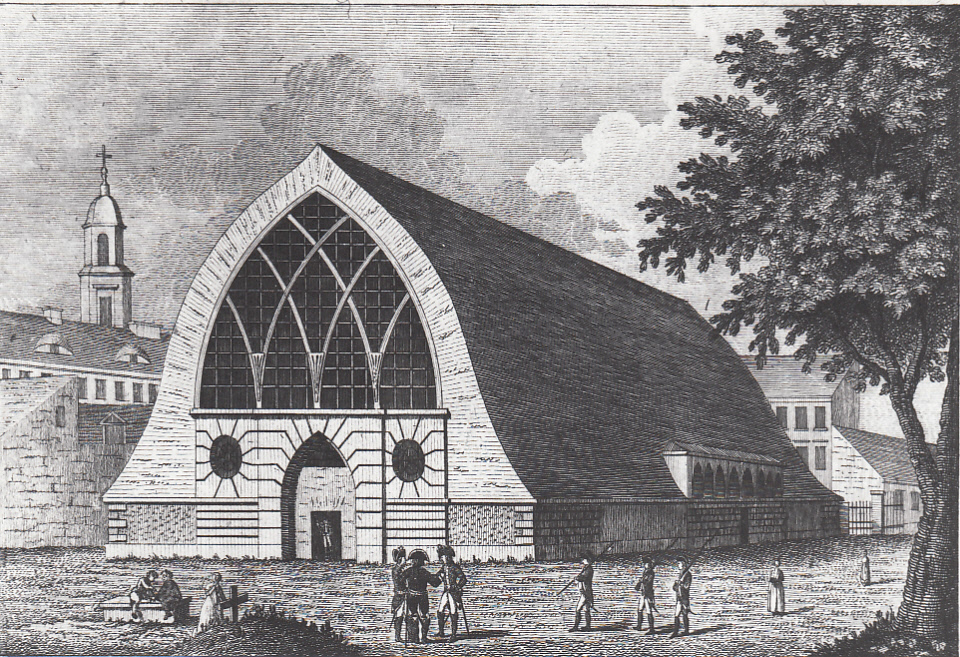
Ein auffälliges mit einem Bohlendach errichtetes Gebäude war das Exerzierhaus der Regimenter von Kunheim und von Winnig in Berlin, Stich um 1800

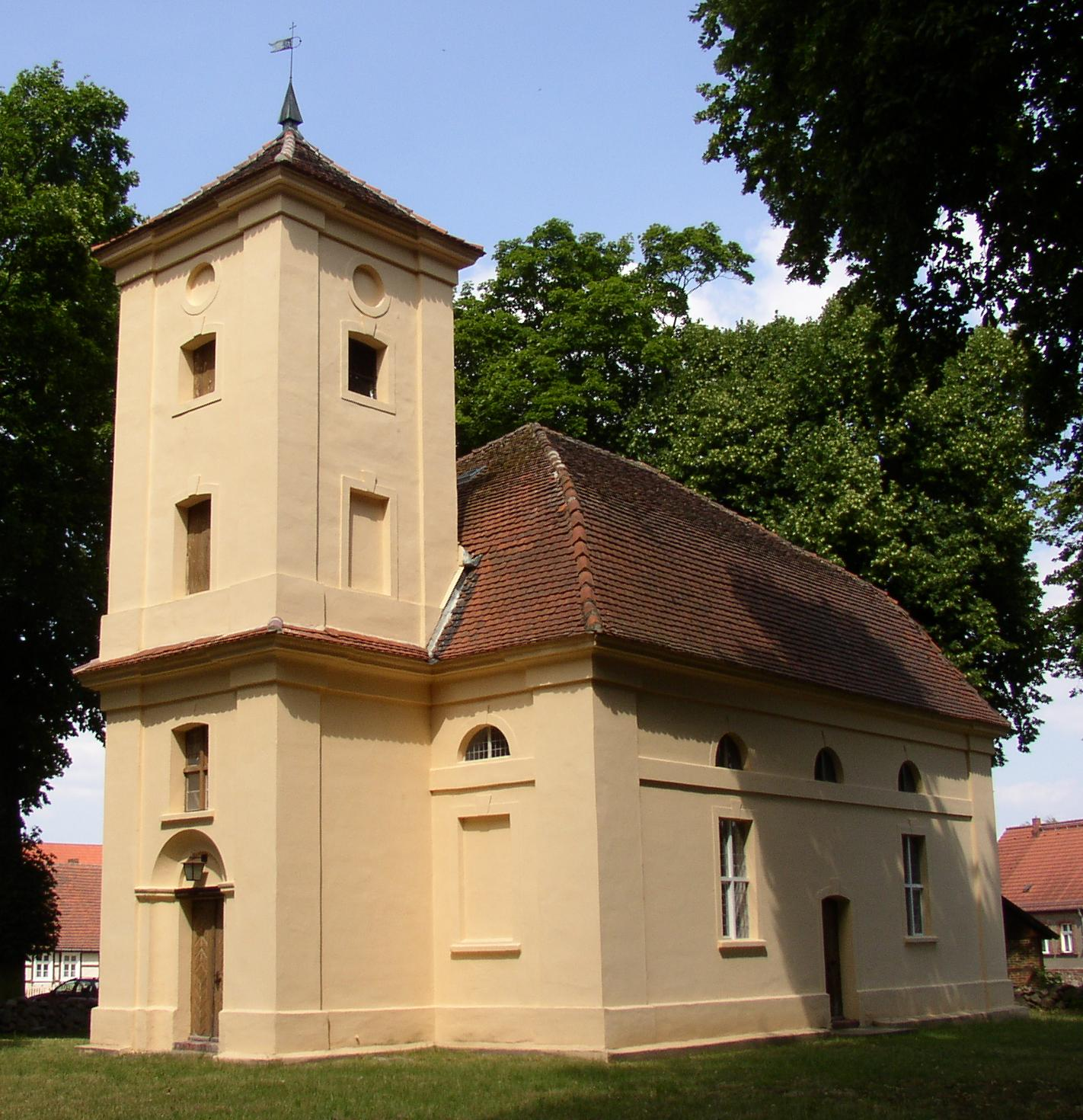
Dorfkirche in Jabel (Lk. Ostprignitz-Ruppin) mit Bohlendach über dem Kirchenschiff, erbaut 1803

- Exerzierhaus der Regimenter von Kunheim und von Winnig, Berlin-Mitte (1799–1800)[4]
- Anatomisches Theater der Tierarzneischule, Berlin-Mitte (1789–90)[5]
- Goethe-Theater Bad Lauchstädt (1802 eröffnet, Bogenform nur im Innern sichtbar)
- Dorfkirche Jabel, Landkreis Ostpriegnitz-Ruppin (1803)[6]
- Wirtschafts- und Verwaltungsgebäude des Schulguts der Fürstenschule Grimma im ehemaligen Kloster Nimbschen
- eingeschossiger Flügel am Wohn- und Kontorhaus der St.-Antony-Hütte in Oberhausen-Osterfeld
- Dorfkirche Paretz (1797–98)[7] und ehem. Gasthof Paretz (1799, Parkring 23)[8][9]
- Hochofenhalle des ehenm. Hüttenwerks, Peitz[10][11]
- Zollhaus Quellendorf[12]
- sogenanntes Bohlenbinderhaus im Museumspark Rüdersdorf
- Meierei auf der Pfaueninsel, Berlin-Zehlendorf (1794–95)[13]
- Stadtpfarrkirche St. Marien, Neuruppin (1796–97)[14]
- St. Lucas-Kirche, Pattensen (1801–02)